# Erwuenschtes Freudenlicht
Erwünschtes Freudenlicht, (Lumière de joie tant désirée) (BWV 184), est une cantate religieuse de Johann Sebastian Bach composée à Leipzig en 1724 pour la troisième journée de la Pentecôte. Pour cette destination liturgique, une autre cantate a franchi le seuil de la postérité : la BWV 175.
Cette cantate réutilise une partition antérieure datant de Köthen et cataloguée BWV 184a dont il ne reste que cinq parties instrumentales et dont on sait peu de chose. Ce serait alors une cantate profane peut-être jouée à l'occasion du nouvel an 1721. À moins que ce ne soit la BWV Anh. 8 donnée lors du nouvel an 1723.
Le texte est de Anarg von Wildenfels, plus un auteur inconnu.
Le thème du chœur est tiré du psaume « O Herre Gott, dein göttlich(s) Wort » dont la mélodie apparut d'abord comme une version ecclésiastique d'une chanson folklorique de 1400 appelée « Weiß mir ein Blümlein blaue », figurant dans un recueil de chants d'église « Enchyridion geistlicher gesenge vnd psalmen fur die leyen » imprimé à Wittenberg en 1526.

## Structure et composition
La cantate est écrite pour deux flûtes traversières, deux violons, alto, basse continue, trois solistes vocaux (soprano, alto, ténor) et chœur à quatre voix.
Il y a six mouvements :
1. récitatif : Erwunschtes Freudenlicht, ténor
2. aria : Gesegnete Christen, gluckselige Herde, soprano
3. récitatif : So freuet euch, ihr auserwahlten Seelen!, ténor
4. aria : Gluck und Segen sind bereit, ténor
5. chœur : Herr, ich hoff' je, du werdest die in keiner Not verlassen
6. chœur : Guter Hirte, Trost der Deinen